# James Hampton (artista)
James Hampton (8 de abril de 1909 - 4 de novembro de 1964) foi um artista outsider americano. Hampton trabalhou como zelador e construiu secretamente um grande conjunto de arte religiosa a partir de materiais recuperados, conhecido como Trono da Assembleia Geral do Milênio do Terceiro Céu das Nações . Muitas vezes abreviado simplesmente por O Trono, atualmente em exibição no Museu de Arte Americana Smithsonian em Washington.  O crítico de arte Robert Hughes, da revista Time , mencionou O Trono  dizendo "talvez possa ser muito bem a melhor obra de arte religiosa visionária produzida por um americano".  

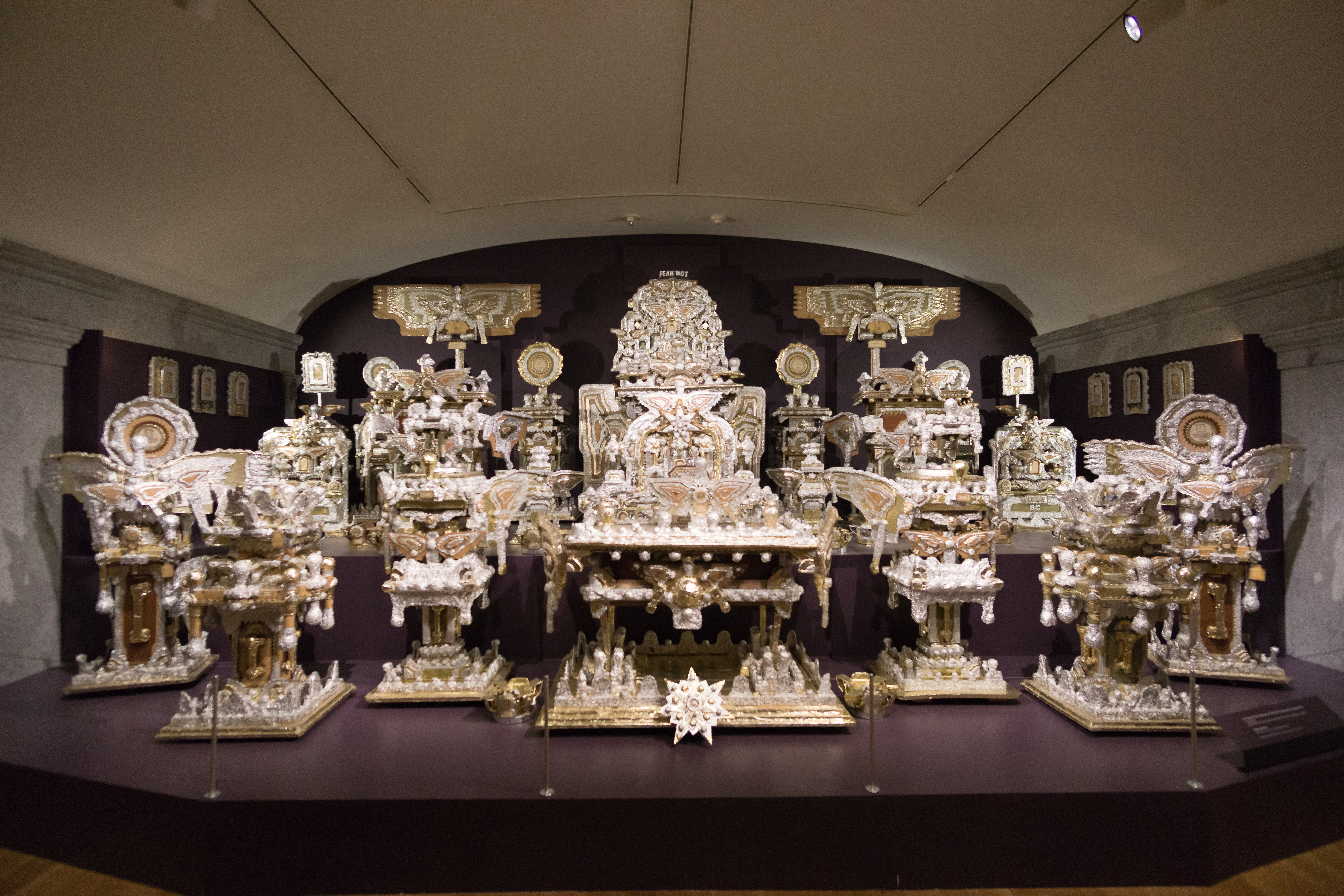
Trono da Assembleia Geral do Milênio do Terceiro Céu das Nações no Museu Smithsonian de Arte Americana

## Morte e a descoberta da exposição
Hampton morreu em 4 de novembro de 1964 devido a cancer de estomago no Veteran's Hospital em Washington.
A arte só apenas foi descoberta após a sua morte em 1964, quando o dono da garagem, Meyer Wertlieb, foi tentar descobrir o motivo de o porque o aluguel não ter sido pago. Ele sabia que Hampton estava construindo algo na garagem. Quando ele abriu a porta, ele encontrou uma sala com varias obras de arte.
Hampton tinha mantido seu projeto em segredo da maioria de seus amigos e familiares durante a sua vida. Os parentes dele só ouviram sobre isso quando a irmã dele veio buscar o corpo dele. Quando a irmã de Hampton se recusou a tomar a obra de arte, o proprietário colocou um anúncio nos jornais locais. Ed Kelly, um escultor, respondeu ao anúncio e ficou tão impressionado com a exposição que contatou a coleccionadora de arte Alice Denney. Denney trouxe os comerciantes de arte Leo Castelli e Ivan Karp, e o artista Robert Rauschenberg, para ver a exposição na garagem.  Harry Lowe, o diretor assistente do Smithsonian Art Museum, disse ao Washington Post que entrar na garagem "era como abrir a tumba de Tut".
A história de Hampton e a sua arte se tornou pública numa revista de Washington Post na edição de 15 de dezembro de 1964. Lowe pagou o aluguel pendente de Hampton e tomou posse da exposição da arte. Em 1970, o trabalho de Hampton foi doado ao Museu de Arte Americana Smithsonian, onde está em exposição desde então.  

## Links externos
- James Hampton - Museu de Arte Americano Smithsonian
- O Trono do Terceiro Céu da Assembleia Geral do Milênio das Nações, rótulo da exposição - Smithsonian American Art Museum

1. ↑  Barbour, J. Hunter. «The Throne of the Third Heaven of the Nations' Millennium General Assembly». www.history.org. Consultado em 30 September 2018. Cópia arquivada em 13 de março de 2018 Verifique data em: |acessodata= (ajuda)
2. ↑  Wertkin, Gerard C. (2004). Encyclopedia of American Folk Art. London: Routledge. ISBN 0-415-92986-5. Consultado em 30 September 2018 Verifique o valor de |url-access=registration (ajuda); Verifique data em: |acessodata= (ajuda)
3. ↑  Istvan, Rachel (4 de agosto de 2017). «FEAR NOT, When Jesus Tells You He is Coming, You Build Him a Throne». DailyArt Magazine. Consultado em 21 de abril de 2024
4. ↑  Thompson, Toby (8 August 1981). «The Throne of the Third Heaven of the Nations Millennium General Assembly». The Washington Post. Consultado em 21 April 2024 Verifique data em: |acessodata=, |data= (ajuda)
5. 1 2  Cep, Casey N. (14 de junho de 2017). «Cracking the Code of James Hamptons Private Language». Pacific Standard. Consultado em 21 de abril de 2024
6. ↑  «The Throne of the Third Heaven of the Nations' Millennium General Assembly». Smithsonian American Art Museum. Smithsonian Institution. Consultado em 11 de junho de 2014